# Carenatura (motociclismo)

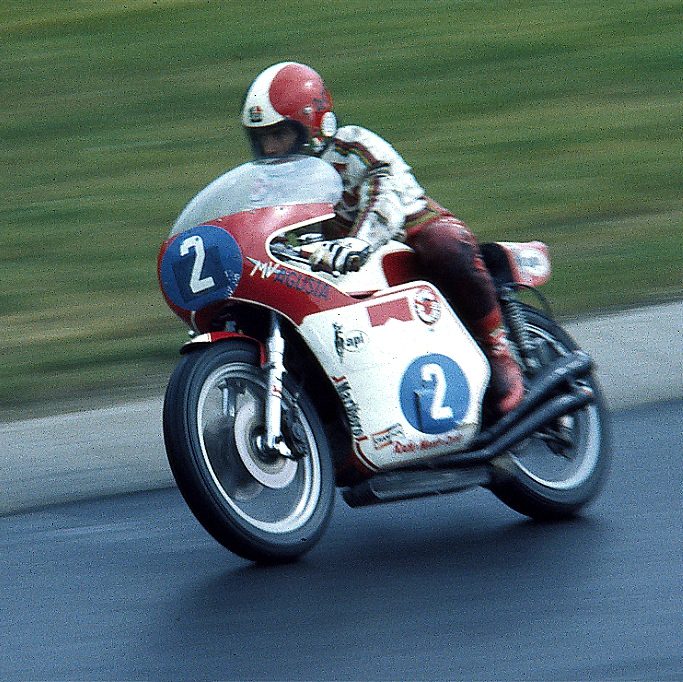
Esempio di carenatura motociclistica

La carenatura è un apparato aerodinamico, integrata o applicabile al telaio di un motociclo.

## Etimo
Carenatura è un lemma mutuato dal settore aeronautico, in cui eguale termine viene utilizzato per definire il rivestimento del telaio di un aeromobile, opportunamente sagomato per fendere l'aria. In entrambe le accezioni, "carenatura" è chiaramente derivante da "carena", ovvero la parte sommersa dello scafo di una imbarcazione. L'etimologia comune dei termini "carena" e "carenatura" discende dalla parola latina carina, con il significato di "guscio della noce".

## Storia

Taruffi (il primo da dx) con la "Rondine 500" carenata del 1935

Ispirate all'esperienza aeronautica, le carenature vennero sperimentate saltuariamente nelle competizioni motociclistiche a partire dagli anni venti. L'impiego si rivelava di qualche efficacia soprattutto nel raggiungimento dei record di velocità, mentre nelle competizioni su strada o pista risultava poco gradita dai piloti a causa delle reazioni che variavano l'assetto della moto, dell'ingombro che ne diminuiva la maneggevolezza o del ridotto raffreddamento del propulsore.
In Italia, Piero Taruffi fu tra i tecnici che più si dedicarono allo studio dell'aerodinamica nel settore motociclistico sportivo, sperimentando sempre nuove forme che eliminassero i primigeni inconvenienti, fino ad arrivare alla carenatura realizzata per la CNA Rondine 500, impiegata con successo al Gran premio di Tripoli del 1935.
A partire dal secondo dopoguerra le carenature motociclistiche ebbero larghissimo impiego nelle competizioni (come la Moto Guzzi 8 cilindri) e iniziarono a comparire anche nella produzione stradale sul finire degli anni sessanta, sia in versione integrale, sia in versione semicarena, montate di serie o proposte come optional su alcuni modelli sportivi come la MV Agusta 750 Sport, la Norton Commando PR, la Laverda 750 SFC o la Ducati 750 Sport.
Negli anni '70, sempre nelle competizioni è possibile notare alcuni esempi di carenatura piuttosto elaborate per massimizzare il loro beneficio, come nel caso della Honda 1000 Japauto
Contribuirono grandemente alla diffusione delle carenature sulle moto stradali anche le aziende specializzate nella lavorazione delle materie plastiche che, all'inizio degli anni settanta, posero in vendita decine di tipologie di carenature, realizzate in fibra di vetro e dotate di attacchi universali, adattabili a vari modelli delle più note case motociclistiche. Tali carenature venivano montate come accessori after market da molte concessionarie e officine, oltre che utilizzate dai piccoli produttori di Special.

## Funzione
La carenatura ha la duplice funzione di ridurre la resistenza aerodinamica dei veicolo e di proteggere il pilota dagli agenti atmosferici. Un tempo realizzata in tela, lamierino o alluminio, opportunamente sagomati, è modernamente costituita in materiale plastico stampato o, più raramente, in fibra di carbonio.
Specie se di tipo integrale, la carenatura rende più difficoltose le operazioni di manutenzione e può causare una minore dissipazione del calore generato dai motori raffreddati ad aria e una maggiore sensibilità del veicolo al vento laterale.

### Tipi di carenatura
Le più comuni carenature, utilizzate nella storia della produzione motociclistica per usi stradale e sportivo, sono comprese nelle seguenti tipologie:
- Carenatura a siluro o streamliner
  - Concepite per il conseguimento di record velocistici su pista, furono utilizzate a partire dalla fine degli anni quaranta e consistono in una vera e propria carrozzeria automobilistica che avvolge totalmente la moto e il pilota. Di tipo simile, con portiera d'accesso, ma senza fini aerodinamici, veniva anche applicata ad alcuni sidecar degli anni venti, in una sorta di trasformazione automobilistica.
- Carenatura a campana
  - Protegge tutta la sezione frontale del veicolo e del pilota, compresa la ruota anteriore, e prosegue lateralmente per la lunghezza del serbatoio. Ormai desueta, Venne largamente utilizzata nel primo decennio del Motomondiale, specie sui circuiti caratterizzati da lunghi rettilinei, nei quali il raggiungimento di un'elevata velocità di punta rappresentava un forte vantaggio che compensava ampiamente la diminuita maneggevolezza.
- Carenatura integrale
  - Protegge tutta la sezione frontale del veicolo e del pilota, lasciando scoperta la ruota anteriore, e prosegue lateralmente per la lunghezza del motore e, in alcuni casi anche oltre. Nelle moto destinate all'uso sportivo o  turistico a largo raggio, è la più utilizzata.
- Semicarena
  - Protegge la sezione frontale alta del veicolo e del pilota, lasciando scoperta la ruota anteriore, e prosegue con due corte appendici laterali, unite o adiacenti al serbatoio. Questo tipo di carena fu ampiamente utilizzata nel settore sportivo, fino agli anni settanta, per le gare di Gran fondo e di Endurance, in quanto manteneva una discreta penetrazione aerodinamica e, contemporaneamente, consentiva rapidi e agevoli interventi di manutenzione agli organi meccanici.
- Cupolone
  - Protegge la sezione frontale alta del veicolo e del pilota in posizione eretta, lasciando scoperta la ruota anteriore, e prosegue con due appendici laterali, a protezione dell'intero manubrio. Di scarse proprietà aerodinamiche, il cupolone è pensato soprattutto per la protezione del pilota in ogni condizione meteorologica e viene generalmente montato su motocicli di uso professionale, come quelli in dotazione alle forze dell'ordine deputate alla sorveglianza della viabilità.

- Cupolino
  - Protegge parzialmente la sezione frontale alta del veicolo e del pilota, lasciando scoperta la ruota anteriore, studiato per l'uso in pista, dove protegge il pilota solo quando si abbassa e appoggia sul serbatoio della moto.

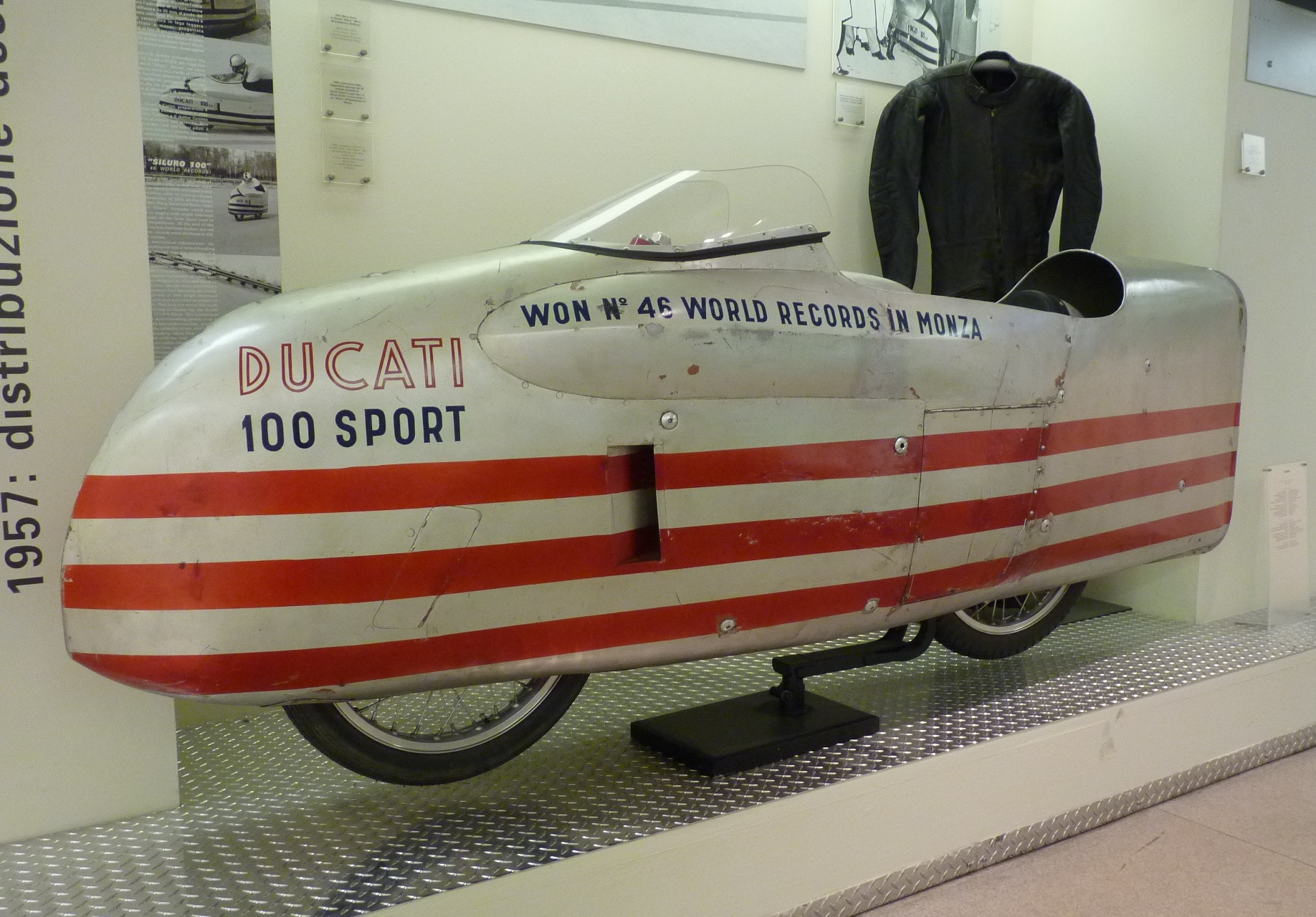
Carenatura a siluro
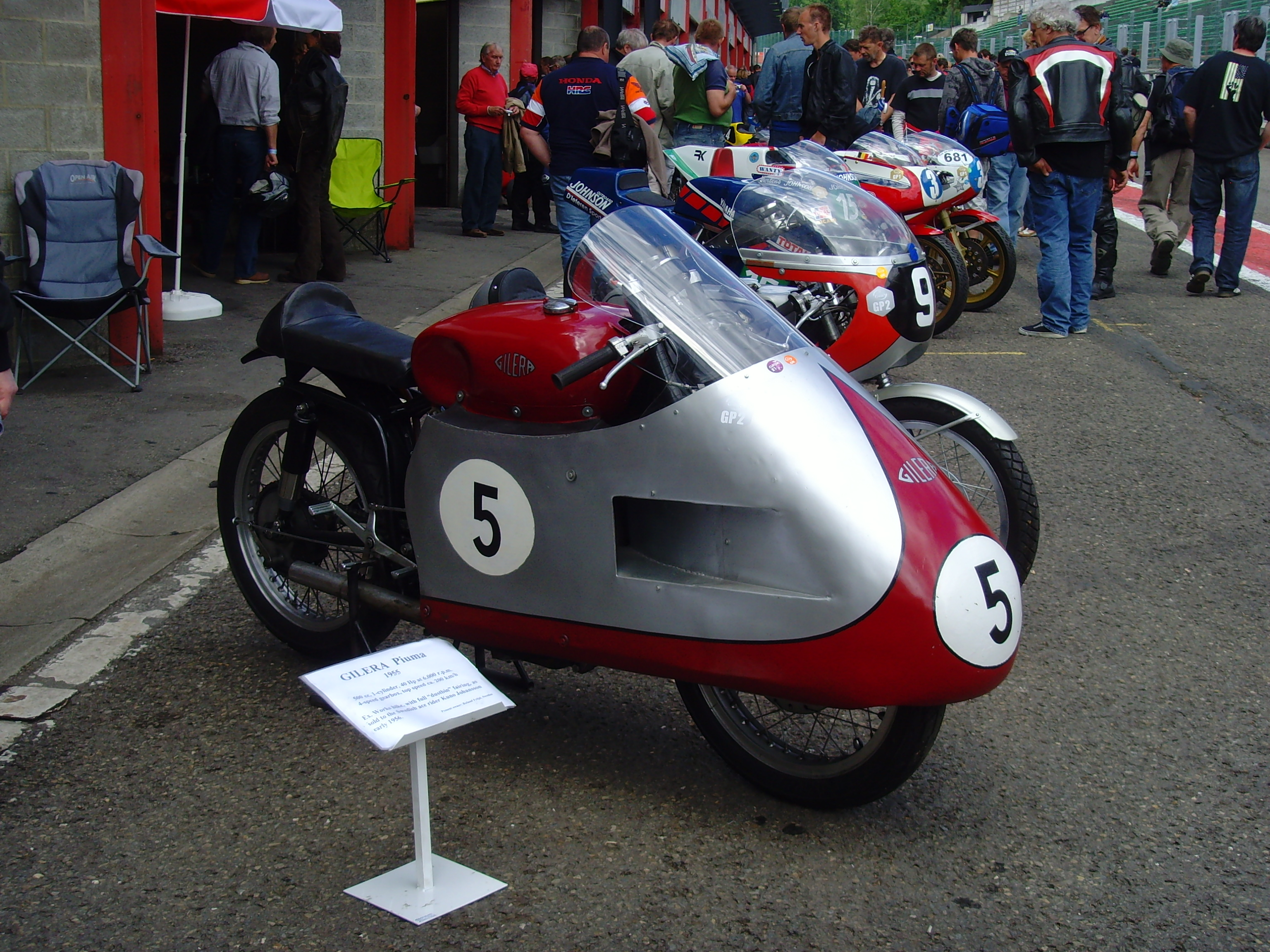
Carenatura a campana
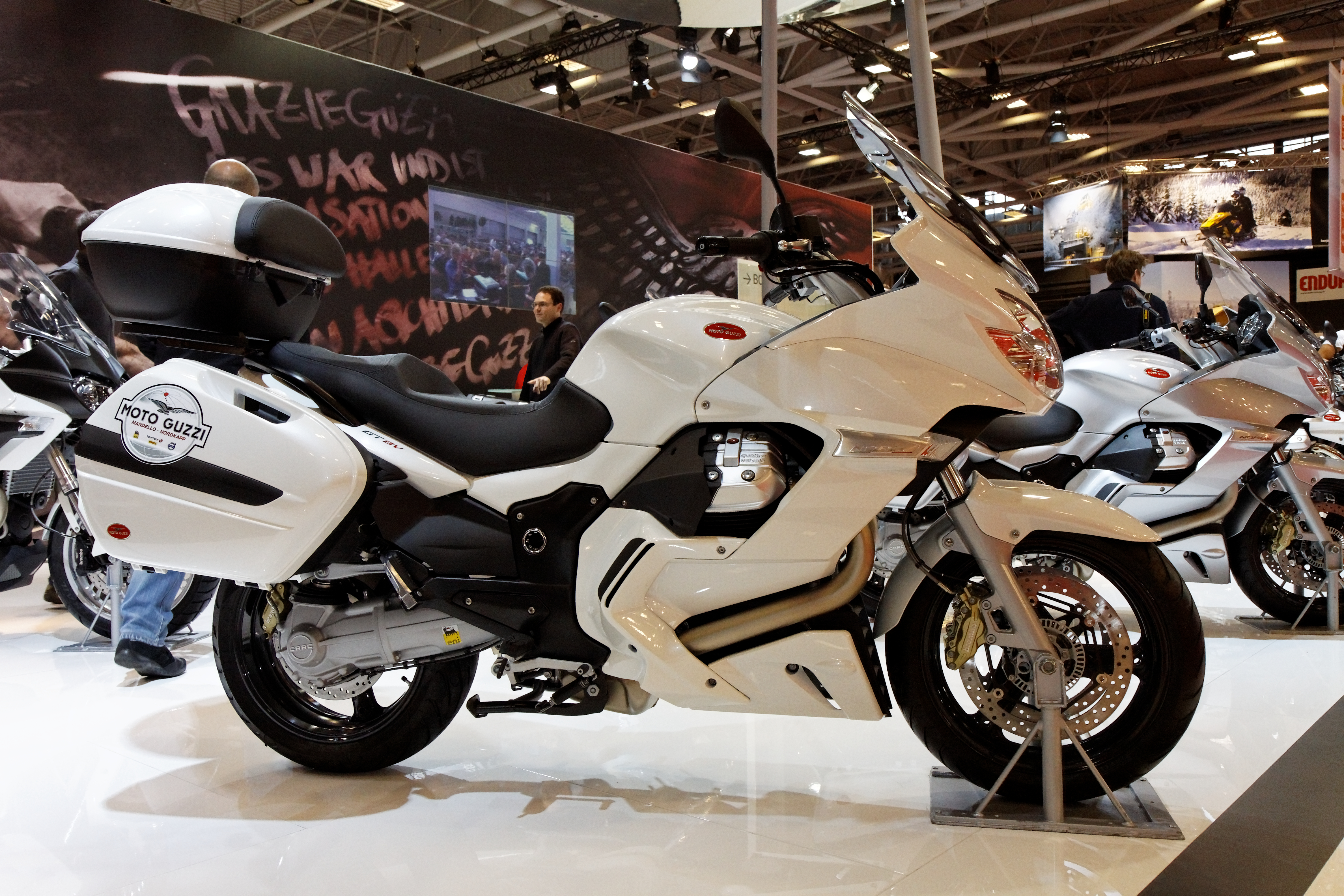
Carenatura integrale
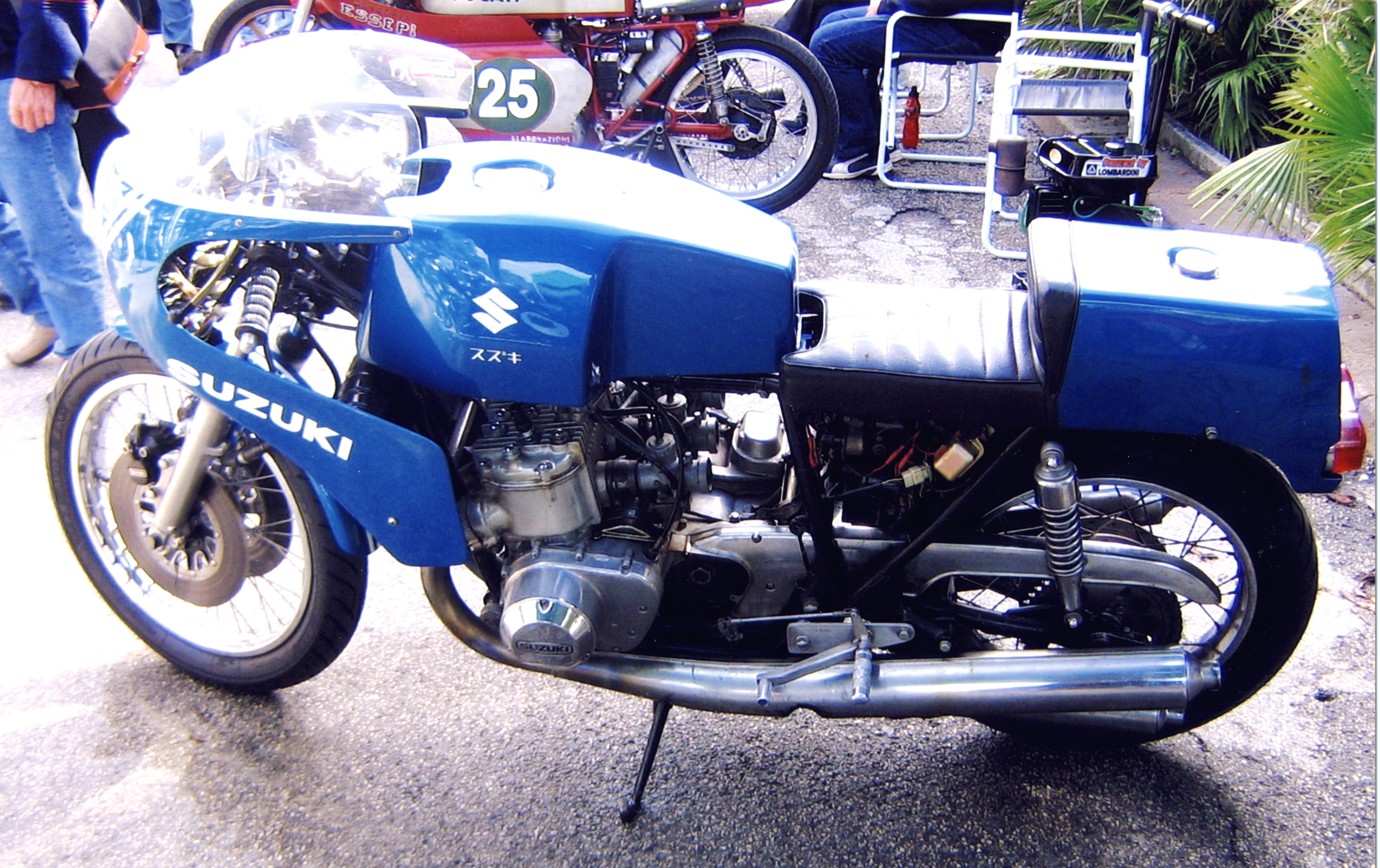
Semicarena
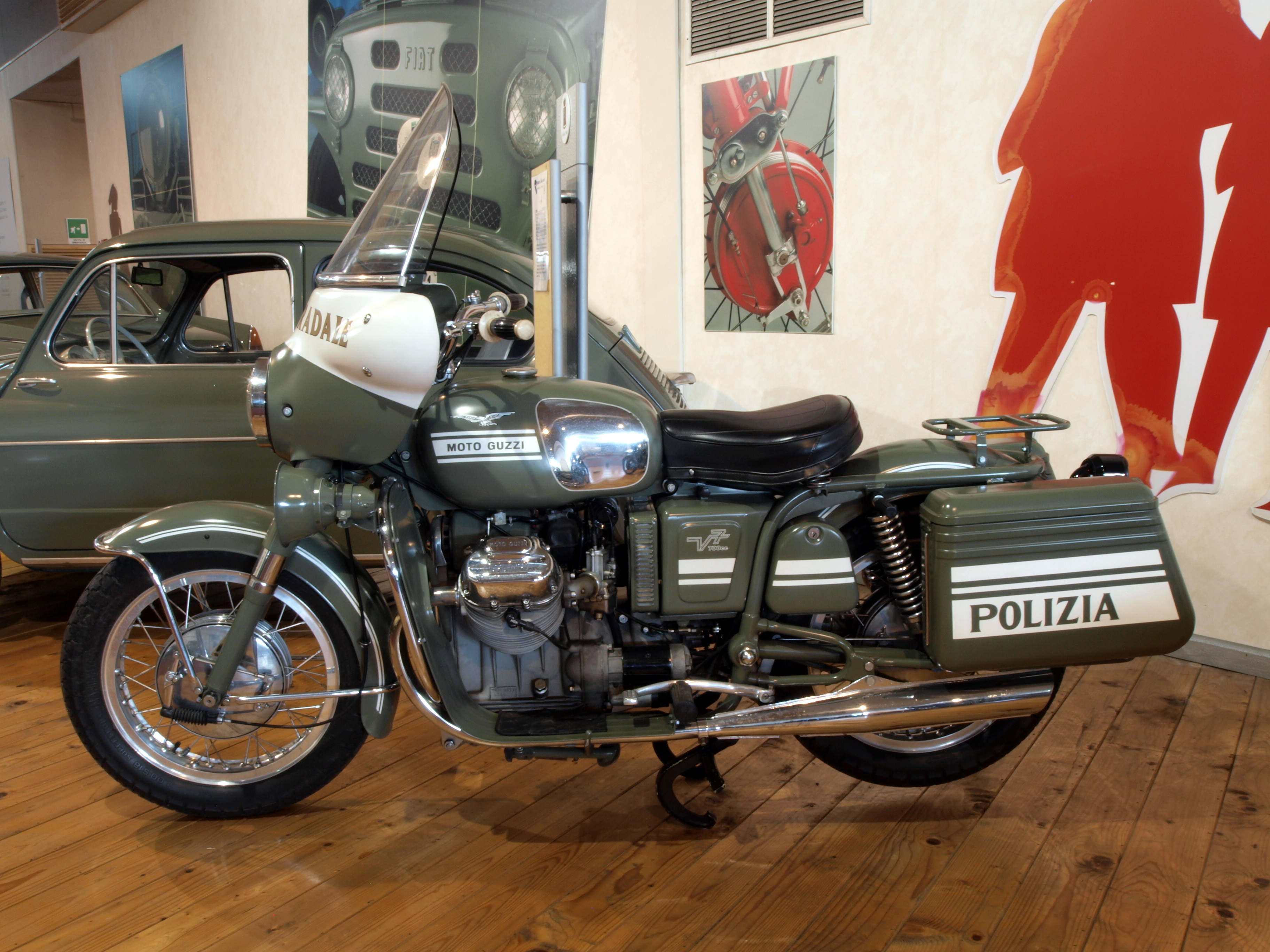
Cupolone
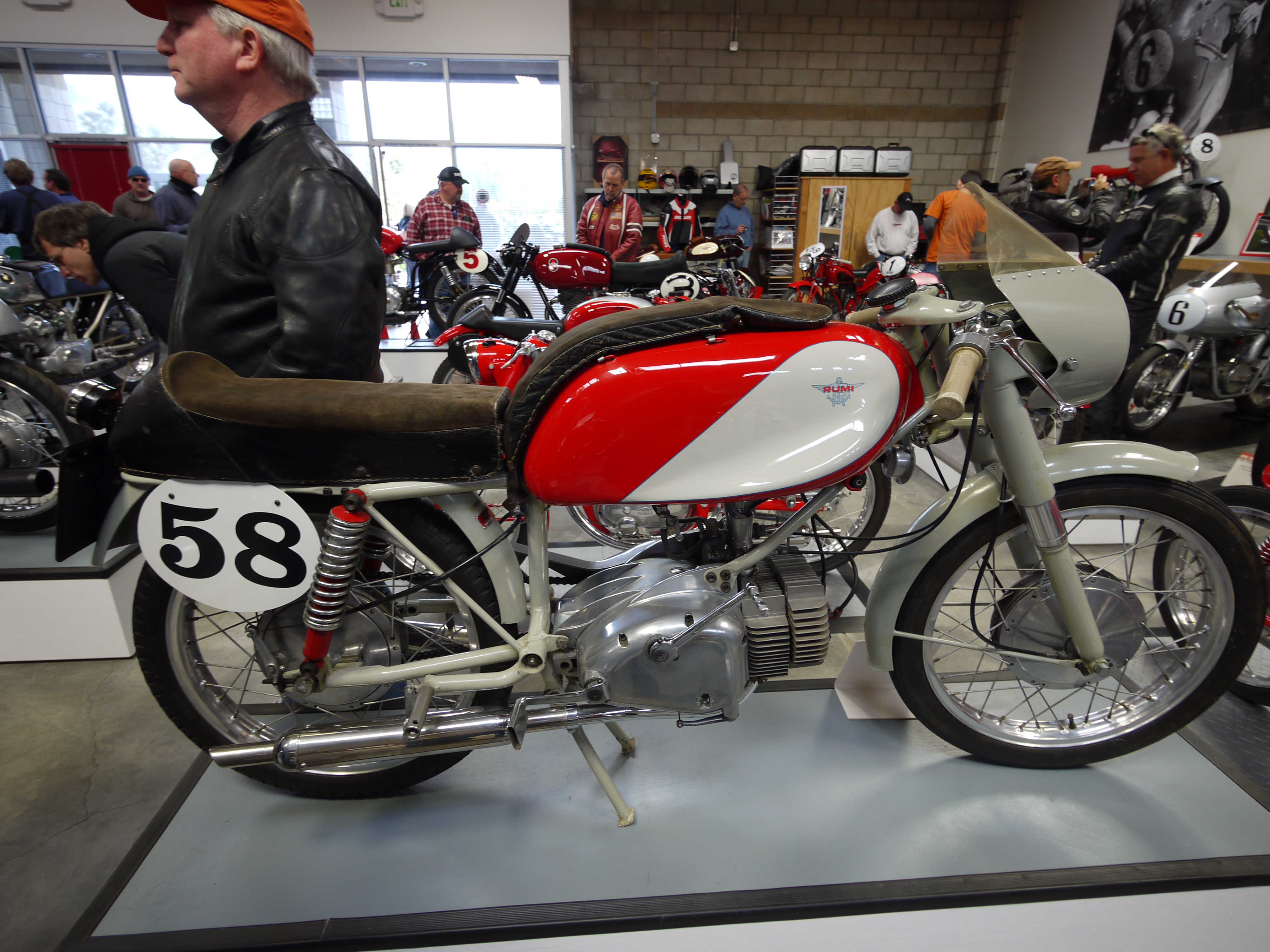
Cupolino

### Appendici aerodinamiche
In modo analogo alle automobili, le carenture motociclistiche possono essere equipaggiate da profili alari, generalmente posti ai lati delle carene o del cupolino, per generare una forza deportante e migliorare il contatto delle ruote al suolo. Tra i primi esperimenti, la MV Agusta 500 4 cilindri nel 1974 e la Suzuki RGa 500 '78, mentre in tempi moderni ci fu Max Biaggi con la Yamaha 500 al Gran Premio d'Australia 1999 con delle ali molto discrete, la Ducati Desmosedici dalla GP10, in poi, la Yamaha YZR-M1, Honda RC213V 2016 (con addirittura una versione a 3 ali per lato), Suzuki GSX-RR 2016 (3 per lato) e la moto Kawasaki Ninja H2R e in modo minore la versione stradale Kawasaki Ninja H2.

### Coefficiente di resistenza aerodinamica[7]
Il coefficiente di resistenza aerodinamica è sia influenzato dalla carenatura e struttura del motoveicolo, sia dalla presenza del guidatore e dell'eventuale passeggero, così come l'integrazione degli utilizzatori con il mezzo stesso, in particolar modo la postura mantenuta durante la guida.
Come è facilmente intuibile la postura eretta è quella aerodinamicamente meno vantaggiosa, in quanto oltre ad aumentare la sezione frontale, aumenta anche il fattore di resistenza aerodinamica, ed in alcuni casi può raddoppiare questo fattore.

in linea di massima per i veicoli sperimentali con carenatura a siluro come nel caso del "Rifle faired Yamaha" si riesce ad ottenere un Cx (Cd o Cw) paria 0,15, per i veicoli del motomondiale che hanno corso dal '80 al 2000 si ha un Cx compreso tra 0,2 e 0,3, per le super-sportive turistiche si ha un Cx tra 0,3 e 0,4, per le super-sportive pure il valore cresce e varia a circa 0,35 a 0,6 in posizione sdraiata, ma che in posizione eretta può arrivare anche a 0,8, per i mezzi turistici si va da 0,6 a 0,75.
Altro fattore che influenza il coefficiente aerodinamico è la presenza o meno dei generatori di vortici, i quali possono avere un effetto positivo o negativo, in base al tipo ed estensione dei generatori stessi.